# Голухівський замок
Голухівський замок (пол. Zamek w Gołuchowie) — замок, розташований у селі Голухів у гміні Голухув Плешевського повіту Великопольського воєводства у Польщі.

## Історія
Замок було споруджено у 1550—1560 роках для воєвода бжесць-куявського воєводи Рафала Лещинського. Спершу він був багатоповерховою мурованою оборонною спорудою у стилі раннього ренесансу, зведеною на прямокутному плані, з вежами в кожному куті. Модернізацію замку у 1600—1619 роках, яка полягала у добудовуванні житлового будинку поблизу оригінального замку та з'єднанні їх крилами, а також спорудженні аркадної лоджії на вхідному фасаді, було замовлено великим коронним канцлером, калішським воєводою Вацлавом Лещинським (син Рафала Лещинського, який успадкував замок у 1592 році). У той час замок набув вигляду ренесансно-маньєристичної магнатської резиденції.
У 1695 році родина Лещинських продала Голухів Сушкам. У подальшому замок неодноразово змінював власників (до їх числа належали Горовські, Хлебовські, Свинарські, Сухожевські) та поступово руйнувався. У 1856 році (деякі джерела подають 1853 рік) польський аристократ Титус Дзялинський, у зв'язку з майбутнім весіллям свого сина Яна Канти з Ізабеллою з Чарторийських (дочкою князя Адама Єжи Чарторийського) придбав те, що залишилося від Голухова, призначаючи його на майбутню садибу молодят.
Оскільки Ян Дзялинський фінансував та організовував Січневе повстання у Великопольщі, крах повстання та заочний вирок, винесений йому прусською владою (знятий лише у 1871 році), змусили його емігрувати. Щоб уберегти Голухів від конфіскації, Ізабелла формально викупила замок від Дзялинських (де факто замок був заставою позик, наданих Дзялинському родиною Чарторийських). Протягом 1875—1885 років вона здійснила ґрунтовну перебудову та ремонт замку. Перебудову було зроблено частково за ескізами французького реставратора Ежена Віолле-ле-Дюка та польського архітектора Зиґмунта Ґорґолевського. Автором фінального проєкту став французький фахівець Моріс Август Обраду.
При перебудові було прийнято рішення відмовитися від відбудови найстарішої частини замку, що відкрило вигляд на аркадне подвір'я; було вмонтовано, привезені з Італії, Франції та Іспанії, а також репродуковані на місці, мармурові каміни, обрамлення вікон та мозаїки. Таким чином, замок, не втрачаючи своїх ренесансних рис, набув романтичного характеру.
Оформляючи інтер'єри замку, Ізабелла підкреслювала зв'язки Голухова з родиною Лещинських, розміщуючи їх герб — Веняву, часто з короною, у багатьох видимих місцях, у тому числі над камінами.
У перебудованому замку Ізабелла розмістила свою колекцію творів мистецтва та створила загальнодоступний музей. Сама Ізабелла мешкала у сусідній офіцині (колишній винокурні).
Після смерті Ізабелли у 1899 році майно, перетворене на ординацію, успадкував її племінник, князь Вітольд Чарторийський. Голухів залишався у володінні родини Чарторийських аж до початку Другої світової війни. Під час війни колекції творів мистецтва, які знаходилися у замку, було розпорошено, а замок частково зруйновано. З 1951 року у замку знову функціонує музей.
У грудні 2016 року Фундація князів Чарторийських продала замок державі.

## Парк
Замок оточує дендрологічний парк, розбитий на 158 гектарах, який було спроєктовано Адамом Кубашевським. Парк містить безліч екземплярів рідкісних та екзотичних дерев, найбільш відомим з яких є англійський дуб «Ян» — дерево, яке має окружністю 540 см та висоту 25 м (станом на 2014 рік). Також у парку знаходиться мавзолей-могильна каплиця (колишня каплиця святого Івана Хрестителя), в якій спочиває фундаторка перебудови замку Ізабелла Дзялинська.

## Замковий музей
Музей у замку було облаштовано ще за часів Ізабелли Дзялинської. Утім його колекції було переважно вивезено під час Другої світової війни.
З 1951 року в замку знаходиться філія Національного музею у Познані з експозицією історичних інтер'єрів та витворів мистецтва. Галерея має у своїх колекціях твори таких митців, як: Франс Флоріс («Таємна вечеря»), а також частину колекції давньогрецьких ваз, отриманих Яном Дзялинським під час розкопок у Нолі, Капуї та Неаполі (так звані голухівські вази).

## Світлини

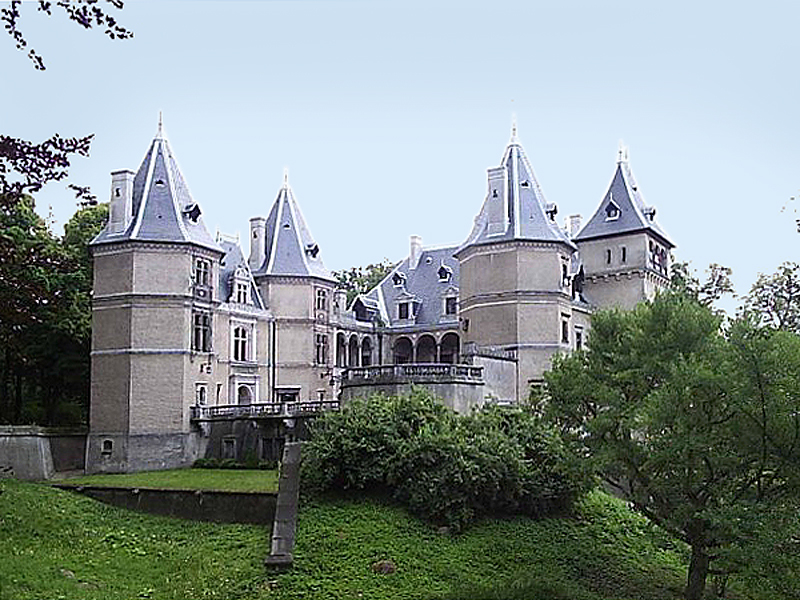
Вигляд замку з підзамчя
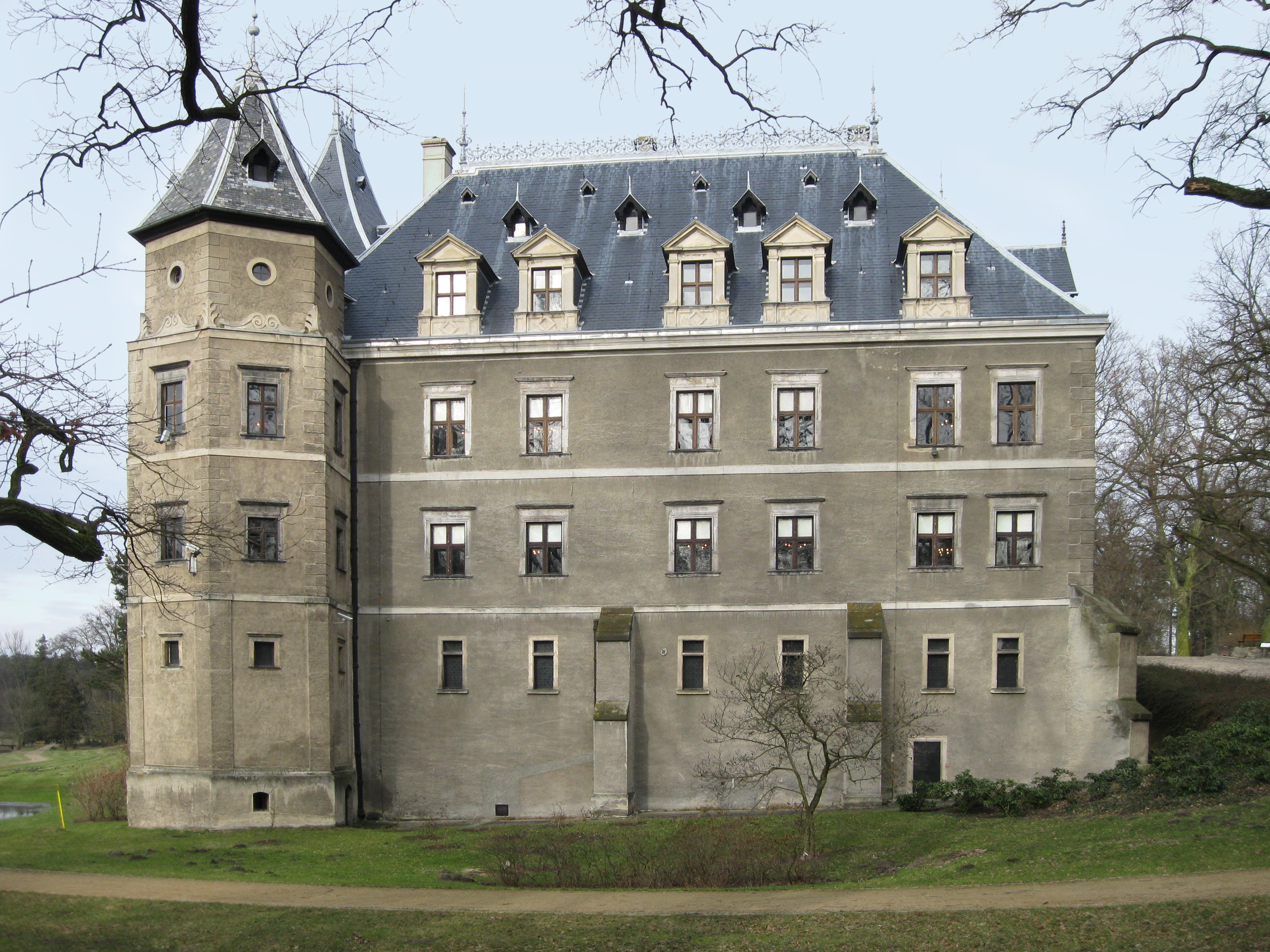
Вигляд замку з півдня
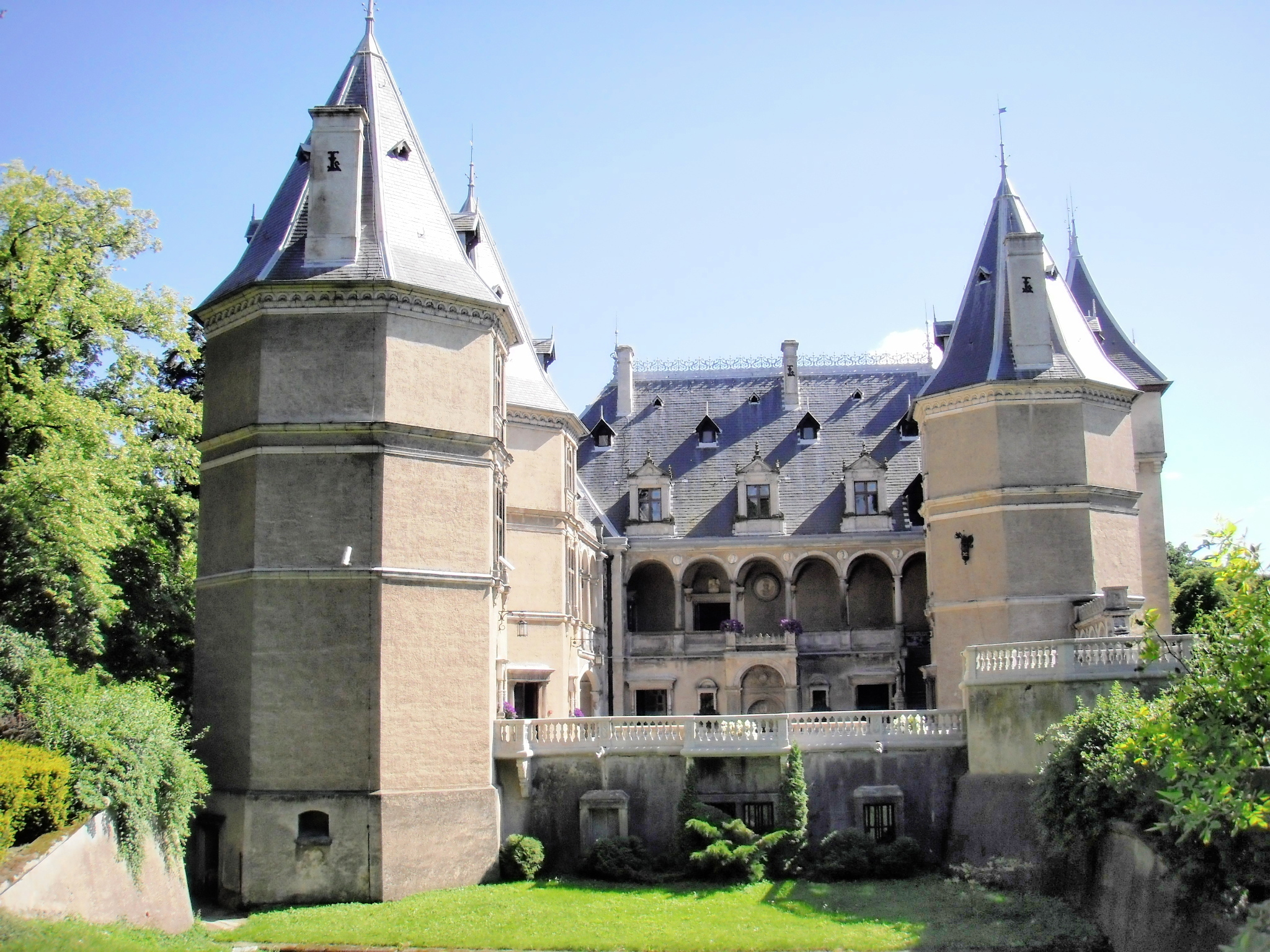
Вигляд замку з півночі
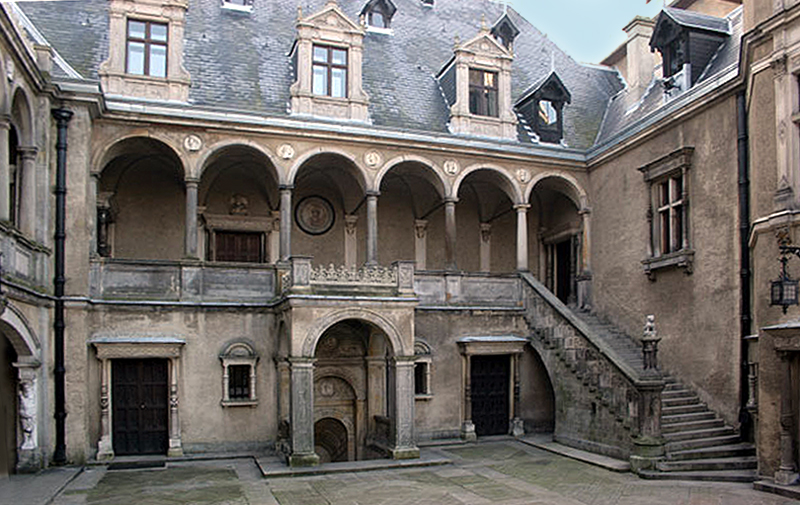
Замкове подвір'я
Офіцина